# لیگ برتر فوتبال انگلستان ۰۲–۲۰۰۱
لیگ برتر انگلستان ۰۲–۲۰۰۱ دهمین دوره لیگ برتر فوتبال انگلستان است که با حضور ۲۰ تیم برگزار شده است.
باشگاه فوتبال آرسنال با ۸۷ امتیاز، باشگاه فوتبال لیورپول با ۸۰ امتیاز و باشگاه فوتبال منچستر یونایتد با ۷۷ امتیاز مقام‌های اول تا سوم را کسب کردند.

## جدول مسابقات
| رتبه | تیم                            | بازی | برد | مساوی | باخت | گل زده | گل خورده | گل تفاضل | امتیاز | صعود یا سقوط                                                  |
| ---- | ------------------------------ | ---- | --- | ----- | ---- | ------ | -------- | -------- | ------ | ------------------------------------------------------------- |
| ۱    | باشگاه فوتبال آرسنال (C)       | ۳۸   | ۲۶  | ۹     | ۳    | ۷۹     | ۳۶       | ۴۳+      | ۸۷     | Qualification for the Champions League first group stage      |
| ۲    | باشگاه فوتبال لیورپول          | ۳۸   | ۲۴  | ۸     | ۶    | ۶۷     | ۳۰       | ۳۷+      | ۸۰     | Qualification for the Champions League first group stage      |
| ۳    | باشگاه فوتبال منچستر یونایتد   | ۳۸   | ۲۴  | ۵     | ۹    | ۸۷     | ۴۵       | ۴۲+      | ۷۷     | Qualification for the Champions League third qualifying round |
| ۴    | باشگاه فوتبال نیوکاسل یونایتد  | ۳۸   | ۲۱  | ۸     | ۹    | ۷۴     | ۵۲       | ۲۲+      | ۷۱     | Qualification for the Champions League third qualifying round |
| ۵    | باشگاه فوتبال لیدز یونایتد     | ۳۸   | ۱۸  | ۱۲    | ۸    | ۵۳     | ۳۷       | ۱۶+      | ۶۶     | Qualification for the UEFA Cup first round                    |
| ۶    | باشگاه فوتبال چلسی             | ۳۸   | ۱۷  | ۱۳    | ۸    | ۶۶     | ۳۸       | ۲۸+      | ۶۴     | Qualification for the UEFA Cup first round                    |
| ۷    | باشگاه فوتبال وستهام یونایتد   | ۳۸   | ۱۵  | ۸     | ۱۵   | ۴۸     | ۵۷       | ۹−       | ۵۳     |                                                               |
| ۸    | باشگاه فوتبال استون ویلا       | ۳۸   | ۱۲  | ۱۴    | ۱۲   | ۴۶     | ۴۷       | ۱−       | ۵۰     | Qualification for the Intertoto Cup third round               |
| ۹    | باشگاه فوتبال تاتنهام هاتسپر   | ۳۸   | ۱۴  | ۸     | ۱۶   | ۴۹     | ۵۳       | ۴−       | ۵۰     |                                                               |
| ۱۰   | باشگاه فوتبال بلکبرن روورز     | ۳۸   | ۱۲  | ۱۰    | ۱۶   | ۵۵     | ۵۱       | ۴+       | ۴۶     | Qualification for the UEFA Cup first round                    |
| ۱۱   | باشگاه فوتبال ساوت‌همپتون       | ۳۸   | ۱۲  | ۹     | ۱۷   | ۴۶     | ۵۴       | ۸−       | ۴۵     |                                                               |
| ۱۲   | باشگاه فوتبال میدلزبرو         | ۳۸   | ۱۲  | ۹     | ۱۷   | ۳۵     | ۴۷       | ۱۲−      | ۴۵     |                                                               |
| ۱۳   | باشگاه فوتبال فولام            | ۳۸   | ۱۰  | ۱۴    | ۱۴   | ۳۶     | ۴۴       | ۸−       | ۴۴     | Qualification for the Intertoto Cup second round              |
| ۱۴   | باشگاه فوتبال چارلتون اتلتیک   | ۳۸   | ۱۰  | ۱۴    | ۱۴   | ۳۸     | ۴۹       | ۱۱−      | ۴۴     |                                                               |
| ۱۵   | باشگاه فوتبال اورتون           | ۳۸   | ۱۱  | ۱۰    | ۱۷   | ۴۵     | ۵۷       | ۱۲−      | ۴۳     |                                                               |
| ۱۶   | باشگاه فوتبال بولتون واندررز   | ۳۸   | ۹   | ۱۳    | ۱۶   | ۴۴     | ۶۲       | ۱۸−      | ۴۰     |                                                               |
| ۱۷   | باشگاه فوتبال ساندرلند         | ۳۸   | ۱۰  | ۱۰    | ۱۸   | ۲۹     | ۵۱       | ۲۲−      | ۴۰     |                                                               |
| ۱۸   | باشگاه فوتبال ایپسویچ تاون (R) | ۳۸   | ۹   | ۹     | ۲۰   | ۴۱     | ۶۴       | ۲۳−      | ۳۶     | الگو:Fb multicomp                                             |
| ۱۹   | باشگاه فوتبال دربی کانتی (R)   | ۳۸   | ۸   | ۶     | ۲۴   | ۳۳     | ۶۳       | ۳۰−      | ۳۰     | Relegation to the Football League First Division              |
| ۲۰   | باشگاه فوتبال لستر سیتی (R)    | ۳۸   | ۵   | ۱۳    | ۲۰   | ۳۰     | ۶۴       | ۳۴−      | ۲۸     | Relegation to the Football League First Division              |

1. ↑  Since Arsenal qualified for the Champions League, their UEFA Cup place as FA Cup winners defaulted to Chelsea, the losing فینال جام حذفی فوتبال انگلستان ۲۰۰۲.
2. ↑  Blackburn Rovers qualified for the UEFA Cup as League Cup فینال جام اتحادیه فوتبال انگلستان ۲۰۰۲.

## بهترین گلزنان
| رتبه | بازیکن             | باشگاه                | گل |
| ---- | ------------------ | --------------------- | -- |
| ۱    | تیری آنری          | آرسنال                | ۲۴ |
| ۲    | جیمی فلوید هاسلبنک | چلسی                  | ۲۳ |
| ۲    | رود فن نیستلروی    | منچستر یونایتد        | ۲۳ |
| ۲    | آلن شیرر           | نیوکاسل               | ۲۳ |
| ۵    | مایکل اوون         | لیورپول               | ۱۹ |
| ۶    | اوله گانر سولسشیر  | منچستر یونایتد        | ۱۷ |
| ۷    | رابی فاولر         | لیورپول/لیدز          | ۱۵ |
| ۸    | ایدور گودیانسن     | چلسی                  | ۱۴ |
| ۸    | ماریان پاهارس      | ساوت‌همپتون            | ۱۴ |
| ۱۰   | اندرو کول          | منچستر یونایتد/بلکبرن | ۱۳ |